# Ještěrka travní
Ještěrka travní (Podarcis tauricus) je hojná ještěrka z čeledi Lacertidae.

## Areál rozšíření
Ještěrka travní je původem z jihovýchodní Evropy a Malé Asie; vyskytuje se zejména na jihozápadě Ukrajiny, na poloostrově Krym, v jihovýchodním Rumunsku, v Severní Makedonii, Bulharsku, v Řecku a na Jónských ostrovech, na ostrově Thasos, na západě Turecka (Thrákie a severozápadní Anatolie), v Albánii, na jihu Moldavska a v jihovýchodním Maďarsku. V roce 2019 byla objevena populace ještěrky travní včetně mláďat na jihu Česka (Hodonínsko).

## Biotop
Je to suchozemský druh, jehož přirozeným prostředím jsou vyprahlé stepi a křovinaté lesostepi. Zavítat může též do zahrad, v Řecku žije i vysoko v horách (asi do 2350 m n. m.). Aktivní je během dne. Patří k běžným druhům (málo dotčený taxon).

## Popis
Ještěrka travní dorůstá délky 18–26 cm, ocas je dvakrát delší než tělo. Je to robustní ještěrka, která trochu připomíná větší ještěrku zelenou. Během jara je na hřbetě jasně zelená a na bocích hnědá s černými skvrnami. Na okrajích hřbetu se táhnou dva bílé pruhy. V létě mívá odstín olivově zelený až olivově hnědý. Spodní část těla je vždy světlejší a beze skvrn. Plodní samci mívají břicho sytě žluté, oranžové nebo až červené a zelené hrdlo, jsou celkově výraznější.

## Potrava
Živí se převážně hmyzem, pavoukovci a červy.

## Rozmnožování
Samice mívají dvě snůšky za rok, v každé je od 2 do 10 vajec. Za asi 70 dní se vylíhnou malé ještěrky, které dospívají ve 2–3 letech.